# ميتشيل ديوك
ميتشيل ديوك (بالإنجليزية: Mitchell Duke) (مواليد 18 يناير 1991) هو لاعب كرة قدم. لعب سابقاً في نادي التعاون و يلعب مع منتخب أستراليا لكرة القدم منذ عام 2013. شارك مع منتخب بلاده في كأس العالم 2022 ودورة الألعاب الأولمبية الصيفية 2020.

## وصلات خارجية
- ميتشيل ديوك على موقع رابطة كرة القدم اليابانية للمحترفين (اليابانية)
- ميتشيل ديوك على موقع قاعدة بيانات كرة القدم.إي يو (الإنجليزية)
- ميتشيل ديوك على موقع ناشيونال فوتبول تيمز (الإنجليزية)
- ميتشيل ديوك على موقع Soccerway.com (الإنجليزية)
- ميتشيل ديوك على موقع عالم كرة القدم.نت (الإنجليزية)
- ميتشيل ديوك على موقع كووورة
- ميتشيل ديوك على موقع أوليمبيديا (الإنجليزية)